# Kongsvinger Idrettslag Toppfotball 2012
Questa voce raccoglie le informazioni riguardanti il Kongsvinger Idrettslag Toppfotball nelle competizioni ufficiali della stagione 2012.

## Stagione
Il Kongsvinger chiuse la stagione al 9º posto in classifica. L'avventura nella Coppa di Norvegia 2012 si chiuse invece al terzo turno, con l'eliminazione per mano dello Start. Il calciatore più utilizzato in stagione fu Christian Aas, con le sue 32 presenze complessive (29 in campionato, 3 nella coppa). Il miglior marcatore fu invece Olav Tuelo Johannesen, con 12 reti (tutte in campionato).

## Maglie e sponsor
Lo sponsor tecnico per la stagione 2012 fu Umbro, mentre lo sponsor ufficiale fu Sparebanken Hedmark. La divisa casalinga era composta da una maglietta rossa con inserti bianchi, pantaloncini e calzettoni bianchi. Quella da trasferta era costituita da una maglietta bianca con inserti rossi, con pantaloncini e calzettoni rossi.
| Casa | Trasferta |

## Rosa
| N. |                                 | Ruolo | Calciatore            |
| -- | ------------------------------- | ----- | --------------------- |
| 1  | Norvegia (bandiera)             | P     | Kim Deinoff           |
| 2  | Tanzania (bandiera)             | D     | Henry Joseph Shindika |
| 3  | Norvegia (bandiera)             | D     | Samir Fazlagić        |
| 4  | Norvegia (bandiera)             | D     | Arnar Førsund         |
| 5  | Norvegia (bandiera)             | D     | Marius Pierau         |
| 6  | Norvegia (bandiera)             | C     | Aleksander Melgalvis  |
| 7  | Norvegia (bandiera)             | A     | Andreas Moen          |
| 8  | Norvegia (bandiera)             | C     | Petter Tiller Larsen  |
| 9  | Norvegia (bandiera)             | A     | Magnus Myklebust      |
| 10 | El Salvador (bandiera)          | A     | Léster Blanco         |
| 11 | Norvegia (bandiera)             | A     | Olav Tuelo Johannesen |
| 12 | Costa d'Avorio (bandiera)       | C     | Alhassane Dosso       |
| 13 | Norvegia (bandiera)             | C     | Enver Mehmeti         |
| 14 | Norvegia (bandiera)             | D     | Kai Olav Ryen         |
| 15 | Bosnia ed Erzegovina (bandiera) | D     | Edvin Hamzić          |

| N. |                        | Ruolo | Calciatore             |
| -- | ---------------------- | ----- | ---------------------- |
| 16 | Norvegia (bandiera)    | A     | Ola Korbøl             |
| 17 | Norvegia (bandiera)    | C     | Mads Skårdal           |
| 18 | Inghilterra (bandiera) | C     | Jonathan Dixon         |
| 19 | Norvegia (bandiera)    | D     | Gøran Wigum            |
| 20 | Norvegia (bandiera)    | A     | Magnus Solum           |
| 21 | Norvegia (bandiera)    | C     | Christian Aas          |
| 22 | Stati Uniti (bandiera) | C     | Nolan Chandler         |
| 23 | Norvegia (bandiera)    | P     | Petter Lindstad        |
| 24 | Norvegia (bandiera)    | D     | Alexander Holdal       |
| 25 | Norvegia (bandiera)    | A     | Patrick Hansen         |
| 26 | Norvegia (bandiera)    | C     | Morten Hæstad          |
| 27 | Norvegia (bandiera)    | C     | Kristoffer Sværk       |
| 28 | Norvegia (bandiera)    | A     | Ole Christian Moltzau  |
| 30 | Norvegia (bandiera)    | P     | Elias Valderhaug       |
| 57 | Norvegia (bandiera)    | P     | Tobias Holmen Johansen |

## Calciomercato

### Sessione invernale(dal 01/01 al 31/03)
| Acquisti | Acquisti              | Acquisti       | Acquisti      |
| R.       | Nome                  | da             | Modalità      |
| -------- | --------------------- | -------------- | ------------- |
| D        | Edvin Hamzić          | Rudar Prijedor | definitivo    |
| C        | Nolan Chandler        | svincolato     |               |
| C        | Morten Hæstad         | Start          | definitivo    |
| C        | Aleksander Melgalvis  | Brumunddal     | definitivo    |
| A        | Olav Tuelo Johannesen | Start          | fine prestito |

| Cessioni | Cessioni          | Cessioni       | Cessioni      |
| R.       | Nome              | a              | Modalità      |
| -------- | ----------------- | -------------- | ------------- |
| D        | Lars Gerson       | IFK Norrköping | definitivo    |
| D        | Martin Linnes     |                | svincolato    |
| C        | Jonathan Dixon    | Flisa          | prestito      |
| C        | Ørjan Berg Hansen | HamKam         | definitivo    |
| C        | Morten Hæstad     | Start          | fine prestito |
| A        | Adem Güven        |                | svincolato    |
| A        | Kim Holmen        |                | svincolato    |

### Sessione estiva(dal 01/08 al 31/08)
| Acquisti | Acquisti         | Acquisti       | Acquisti      |
| R.       | Nome             | da             | Modalità      |
| -------- | ---------------- | -------------- | ------------- |
| P        | Elias Valderhaug | Molde          | definitivo    |
| C        | Jonathan Dixon   | Flisa          | fine prestito |
| A        | Léster Blanco    | Isidro Metapán | prestito      |

| Cessioni | Cessioni        | Cessioni        | Cessioni   |
| R.       | Nome            | a               | Modalità   |
| -------- | --------------- | --------------- | ---------- |
| P        | Petter Lindstad | Ullensaker/Kisa | definitivo |
| A        | Ola Korbøl      | Elverum         | prestito   |

## Risultati

### 1. divisjon

#### Girone di andata
| Arbitro: | Hansen |

|  |           |                            |
|  | Marcatori | 20’ Johannesen 45’ Førsund |

| Arbitro: | Eskås |

|                         |           |  |
| Moen 55’ Johannesen 90’ | Marcatori |  |

| Arbitro: | Lundby |

|               |           |               |
| Divanović 87’ | Marcatori | 16’, 82’ Moen |

| Arbitro: | Hansen (Feda) |

|  |           |                              |
|  | Marcatori | 19’, 47’ Gundersen 90’ Dahle |

| Arbitro: | Eskås |

|            |           |  |
| Jaiteh 33’ | Marcatori |  |

| Arbitro: | Rafiq |

|  |           |            |
|  | Marcatori | 36’ Asante |

| Arbitro: | Gya |

|                   |           |  |
| Møller 20’ (rig.) | Marcatori |  |

| Arbitro: | Døvle (Larvik) |

|                                                                                  |           |  |
| Stene 41’ (rig.), 52’ Bye 62’ Rønning 74’ Stilson 78’ Krogstad 83’ Izuchukwu 87’ | Marcatori |  |

| Arbitro: | Hansen |

|                             |           |           |
| Melgalvis 56’, 86’ Moen 90’ | Marcatori | 84’ Enger |

| Arbitro: | Nilsen |

|                |           |          |
| Nikolaisen 47’ | Marcatori | 71’ Moen |

| Arbitro: | Toppe |

|                                                                   |           |                            |
| Wigum 11’ Moen 31’ Johannesen 56’ Shindika 64’ Myklebust 76’, 80’ | Marcatori | 34’ Pellegrino 54’ Nervold |

| Arbitro: | Hansen |

|                            |           |                       |
| Rønningene 24’ Karlsen 37’ | Marcatori | 78’ (rig.) Johannesen |

| Arbitro: | Toppe |

|                |           |                          |
| Johannesen 29’ | Marcatori | 59’ Larsen 65’ Fernandes |

| Arbitro: | Johansen (Brevik) |

|                       |           |                |
| V. Braaten 16’ (rig.) | Marcatori | 37’ Johannesen |

| Arbitro: | Kjensli (Oslo) |

|                       |           |  |
| Johannesen 54’ (rig.) | Marcatori |  |

#### Girone di ritorno
| Arbitro: | Rafiq |

|  |           |                                                |
|  | Marcatori | 12’, 19’ Moen 57’ Johannesen 62’, 65’ Fazlagić |

| Arbitro: | Borgersen (Oslo) |

|                    |           |               |
| Myklebust 53’, 87’ | Marcatori | 19’ V. Heltne |

| Arbitro: | Rafiq |

|                          |           |               |
| Waage 3’ Bertheussen 37’ | Marcatori | 54’ Myklebust |

| Arbitro: | Ahlsen |

|  |           |                           |
|  | Marcatori | 40’ Midtgarden 58’ Helton |

| Arbitro: | Toppe |

|                          |           |           |
| Jakobsen 74’ Ertzeid 90’ | Marcatori | 33’ Solum |

| Arbitro: | Rafiq |

|                                        |           |  |
| Johannesen 4’, 10’, 38’ (rig.) Aas 43’ | Marcatori |  |

| Arbitro: | Borgersen (Oslo) |

|  |           |            |
|  | Marcatori | 20’ Larsen |

| Arbitro: | Eskås |

|                         |           |  |
| Solum 21’ Myklebust 88’ | Marcatori |  |

| Arbitro: | Borgersen (Oslo) |

|                            |           |         |
| Velta 32’, 47’ Khalili 42’ | Marcatori | 55’ Aas |

| Arbitro: | Tennøy |

|               |           |                      |
| Melgalvis 27’ | Marcatori | 21’ Olsen 65’ Dantas |

| Kongsvinger 14 ottobre 2012, ore 18:00 26ª giornata                                 | Kongsvinger | 2 – 2 referto            | Ranheim | Gjemselund Stadion (996 spett.) |
| \| \| \| \| \| Myklebust 44’ Hæstad 81’ \| Marcatori \| 59’ Karlsen 74’ Krogstad \| |             |                          |         |                                 |
|                                                                                     |             |                          |         |                                 |
| Myklebust 44’ Hæstad 81’                                                            | Marcatori   | 59’ Karlsen 74’ Krogstad |         |                                 |

| Arbitro: | Hansen |

|                                                    |           |           |
| Sandbu 40’ (rig.), 56’ Pellegrino 45’ Llullaku 60’ | Marcatori | 15’ Solum |

| Arbitro: | Hansen |

|                           |           |  |
| Hæstad 22’ Johannesen 48’ | Marcatori |  |

| Arbitro: | Hansen |

|                                 |           |  |
| Vilhjálmsson 9’, 24’ Asante 26’ | Marcatori |  |

| Arbitro: | Gya |

|              |           |                             |
| Shindika 13’ | Marcatori | 27’ Divanović 59’, 80’ Wiig |

### Coppa di Norvegia
| Eidsvoll 1º maggio 2012, ore 18:00 Primo turno                                 | Eidsvold Turn | 1 – 3 referto                    | Kongsvinger | Myhrer Stadion (800 spett.) |
| \| \| \| \| \| Eriksen 75’ \| Marcatori \| 31’ Solum 46’ Myklebust 90’ Moen \| |               |                                  |             |                             |
|                                                                                |               |                                  |             |                             |
| Eriksen 75’                                                                    | Marcatori     | 31’ Solum 46’ Myklebust 90’ Moen |             |                             |

| Lørenskog 9 maggio 2012, ore 18:00 Secondo turno               | Lørenskog | 1 – 2 referto     | Kongsvinger | Rolvsrud Stadion (800 spett.) |
| \| \| \| \| \| Larsen 90’ \| Marcatori \| 13’, 28’ Fazlagić \| |           |                   |             |                               |
|                                                                |           |                   |             |                               |
| Larsen 90’                                                     | Marcatori | 13’, 28’ Fazlagić |             |                               |

| Arbitro: | Berntsen (Vang) |

|  |           |                     |
|  | Marcatori | 56’ (aut.) Shindika |

## Statistiche

### Statistiche di squadra
| Competizione      | Punti | In casa | In casa | In casa | In casa | In casa | In casa | In trasferta | In trasferta | In trasferta | In trasferta | In trasferta | In trasferta | Totale | Totale | Totale | Totale | Totale | Totale | DR |
| Competizione      | Punti | G       | V       | N       | P       | Gf      | Gs      | G            | V            | N            | P            | Gf           | Gs           | G      | V      | N      | P      | Gf     | Gs     | DR |
| ----------------- | ----- | ------- | ------- | ------- | ------- | ------- | ------- | ------------ | ------------ | ------------ | ------------ | ------------ | ------------ | ------ | ------ | ------ | ------ | ------ | ------ | -- |
| 1. divisjon       | 39    | 15      | 8       | 1       | 6       | 27      | 20      | 15           | 4            | 2            | 9            | 17           | 28           | 30     | 12     | 3      | 15     | 44     | 48     | -4 |
| Coppa di Norvegia | -     | 1       | 0       | 0       | 1       | 0       | 1       | 2            | 2            | 0            | 0            | 5            | 2            | 3      | 2      | 0      | 1      | 5      | 3      | +2 |
| Totale            | -     | 16      | 8       | 1       | 7       | 27      | 21      | 17           | 6            | 2            | 9            | 22           | 30           | 33     | 14     | 3      | 16     | 49     | 51     | -2 |

### Statistiche dei giocatori
| Giocatore     | 1. divisjon | 1. divisjon | 1. divisjon | 1. divisjon | Coppa di Norvegia | Coppa di Norvegia | Coppa di Norvegia | Coppa di Norvegia | Totale   | Totale | Totale      | Totale     |
| Giocatore     | Presenze    | Reti        | Ammonizioni | Espulsioni  | Presenze          | Reti              | Ammonizioni       | Espulsioni        | Presenze | Reti   | Ammonizioni | Espulsioni |
| ------------- | ----------- | ----------- | ----------- | ----------- | ----------------- | ----------------- | ----------------- | ----------------- | -------- | ------ | ----------- | ---------- |
| C. Aas        | 29          | 2           | 2           | 0           | 3                 | 0                 | 0                 | 0                 | 32       | 2      | 2           | 0          |
| L. Blanco     | 9           | 0           | 1           | 0           | 0                 | 0                 | 0                 | 0                 | 9        | 0      | 1           | 0          |
| N. Chandler   | 0           | 0           | 0           | 0           | 0                 | 0                 | 0                 | 0                 | 0        | 0      | 0           | 0          |
| K. Deinoff    | 18          | 0           | 0           | 0           | 3                 | 0                 | 0                 | 0                 | 21       | 0      | 0           | 0          |
| J. Dixon      | 0           | 0           | 0           | 0           | 0                 | 0                 | 0                 | 0                 | 0        | 0      | 0           | 0          |
| A. Dosso      | 14          | 0           | 5           | 0           | 1                 | 0                 | 0                 | 0                 | 15       | 0      | 5           | 0          |
| S. Fazlagić   | 20          | 2           | 3           | 0           | 3                 | 2                 | 1                 | 0                 | 23       | 4      | 4           | 0          |
| A. Førsund    | 26          | 1           | 6           | 0           | 3                 | 0                 | 0                 | 0                 | 29       | 1      | 6           | 0          |
| M. Hæstad     | 27          | 2           | 5           | 0           | 3                 | 2                 | 1                 | 0                 | 30       | 4      | 6           | 0          |
| E. Hamzić     | 0           | 0           | 0           | 0           | 0                 | 0                 | 0                 | 0                 | 0        | 0      | 0           | 0          |
| P. Hansen     | 5           | 0           | 0           | 0           | 0                 | 0                 | 0                 | 0                 | 5        | 0      | 0           | 0          |
| A. Holdal     | 0           | 0           | 0           | 0           | 0                 | 0                 | 0                 | 0                 | 0        | 0      | 0           | 0          |
| O. Johannesen | 26          | 12          | 5           | 0           | 3                 | 0                 | 0                 | 0                 | 29       | 12     | 5           | 0          |
| T. Johansen   | 0           | 0           | 0           | 0           | 0                 | 0                 | 0                 | 0                 | 0        | 0      | 0           | 0          |
| O. Korbøl     | 1           | 0           | 0           | 0           | 0                 | 0                 | 0                 | 0                 | 1        | 0      | 0           | 0          |
| P. Larsen     | 24          | 1           | 4           | 0           | 3                 | 0                 | 0                 | 0                 | 27       | 1      | 4           | 0          |
| P. Lindstad   | 0           | 0           | 0           | 0           | 0                 | 0                 | 0                 | 0                 | 0        | 0      | 0           | 0          |
| E. Mehmeti    | 3           | 0           | 1           | 0           | 0                 | 0                 | 0                 | 0                 | 3        | 0      | 1           | 0          |
| A. Melgalvis  | 26          | 3           | 5           | 0           | 3                 | 0                 | 1                 | 0                 | 29       | 3      | 6           | 0          |
| A. Moen       | 19          | 8           | 1           | 0           | 3                 | 1                 | 1                 | 0                 | 22       | 9      | 2           | 0          |
| O. Moltzau    | 0           | 0           | 0           | 0           | 0                 | 0                 | 0                 | 0                 | 0        | 0      | 0           | 0          |
| M. Myklebust  | 28          | 7           | 1           | 0           | 3                 | 1                 | 0                 | 0                 | 31       | 8      | 1           | 0          |
| M. Pierau     | 15          | 0           | 2           | 0           | 1                 | 0                 | 0                 | 0                 | 16       | 0      | 2           | 0          |
| K. Ryen       | 18          | 0           | 1           | 0           | 0                 | 0                 | 0                 | 0                 | 18       | 0      | 1           | 0          |
| H. Shindika   | 24          | 2           | 7           | 0           | 2                 | 0                 | 1                 | 0                 | 26       | 2      | 8           | 0          |
| M. Skårdal    | 1           | 0           | 0           | 0           | 0                 | 0                 | 0                 | 0                 | 1        | 0      | 0           | 0          |
| M. Solum      | 17          | 3           | 1           | 0           | 2                 | 1                 | 0                 | 0                 | 19       | 4      | 1           | 0          |
| K. Sværk      | 0           | 0           | 0           | 0           | 0                 | 0                 | 0                 | 0                 | 0        | 0      | 0           | 0          |
| E. Valderhaug | 12          | 0           | 0           | 0           | 0                 | 0                 | 0                 | 0                 | 12       | 0      | 0           | 0          |
| G. Wigum      | 22          | 1           | 4           | 0           | 3                 | 0                 | 1                 | 0                 | 25       | 1      | 5           | 0          |